# John Hannah
John David Hannah (* 23. dubna 1962, East Kilbride, Skotsko, Spojené království) je britský herec. Ženatý s Joannou Roth, mají dvojčata – chlapec Gabriel a dívka Astrid (* 11. února 2004).
Pochází z prosté rodiny ze tří dětí (má dvě starší sestry). Jeho otec byl nástrojař a matka uklízečka, on sám je původně vyučený elektrikář. Po vyučení nicméně vystudoval herectví na Královské skotské hudební a dramatické akademii v Glasgowě.
V televizi účinkuje od roku 1987, kdy si zahrál v celé řadě audiovizuálních děl, nicméně svoji první významnější přelomovou roli získal ve známém britském snímku Čtyři svatby a jeden pohřeb v roce 1994. Svoji první významnou hlavní roli si zahrál v britsko-americkém romantickém snímku Srdcová sedma z roku 1998 (snímek pomáhal i spolufinancovat). V roce 1999 následovaly další výrazné a významné role ve snímcích Hurikán v ringu a Mumie, seriál Spartakus a další...